# Adam Irigoyen
Pour les articles homonymes, voir Irigoyen.
Adam Irigoyen né le 5 août 1997 en Floride est un acteur américain qui a débuté à l'âge de onze ans dans des publicités campagnes. Il est connu pour son rôle en tant que Deuce Martinez dans la série Shake It Up.

## Carrière
Il a onze ans quand il fait ses premières publicités, En 2009 il a la chance de jouer dans Les Sorciers de Waverly Place dans le rôle de la conscience de conscience (joué par Moises Arias) Mais c'est en 2010 qui obtient le rôle de Deuce dans la série a succès Shake It Up. 

## Filmographie

### Télévision
- 2009 : Les Sorciers de Waverly Place: Conscience  (1 épisode)
- 2010–2013: Shake It Up : Deuce Martinez / Harrison
- 2011 : Bonne Chance Charlie : Deuce (1 épisode)
- 2014 : 2 Broke Girls : Hector (Saison 3, épisode 24)
- 2015 : Fresh Off the Boat : Brandon (1 épisode)
- Depuis 2015 : The Last Ship : Ray (17 épisodes, personnage récurrent)
- 2016 : Agent K.C. : Tolentino (1 épisode)
- 2016 : Major Crimes : Jesus Marquez (2 épisodes)
- Depuis 2016 : The Fosters : Kyle Snow (5 épisodes)
- 2019 : The Resident (série télévisée): Erik, un étudiant en première année de médecine (saison 2, épisode 19)
- 2020 : Away (série télévisée) : Isaac Rodriguez, ami d'Alexis Green
- 2021 : Bull (série télévisée, 2016)(saison 6) : Rafael Ramires

## Discographie
- 2011 : Monster Mash avec Kenton Duty et Davis Cleveland.
- 2012 : Show ya how you do avec Kenton Duty.
- 2012 : Roam avec Kenton Duty Caroline Sunshine et Davis Cleveland
- 2012 : school girl .